# Araneus pahli
Araneus pahli là một loài nhện trong họ Araneidae.
Loài này thuộc chi Araneus. Araneus pahli được Embrik Strand miêu tả năm 1906.